# Radu Vasile

Radu Vasile

Radu Vasile (* 10. Oktober 1942 in Hermannstadt; † 3. Juli 2013) war ein rumänischer Historiker, Hochschullehrer und Politiker der Partidul Național Țărănesc Creștin Democrat (PNȚCD), der von 1998 bis 1999 auch Ministerpräsident war.

## Leben
Nach dem Schulbesuch studierte Vasile Geschichte an der Historischen Fakultät der Universität Bukarest und schloss dieses Studium 1967 mit Auszeichnung ab. Für einige Zeit war ihm der Zugang zur Hochschulausbildung wegen seines Vaters verwehrt worden, da dieser als Rechtsanwalt wegen der Kritik an der Regierung politischer Gefangener war. 1971 wurde er Wissenschaftlicher Assistent an der Fakultät für Wirtschaftsgeschichte an der Wirtschaftsakademie Bukarest und nach dem Erwerb eines Philosophiae Doctor im Fach Wirtschaftswissenschaften (Ph. D. Economics) im Jahr 1977 als Lecturer 1978 an die Fakultät für Wirtschaftsgeschichte der Wirtschaftsakademie berufen.
Ende 1989 wurde er mit Unterstützung der Studenten zum Prodekan der Fakultät für Handelsbetriebslehre der Wirtschaftsakademie gewählt und behielt dieses Amt bis 1992. Während dieser Zeit nahm er auch an Kursen im Fach Europäische Integration an der Aristoteles-Universität Thessaloniki und der Ludwig-Maximilians-Universität München teil.
Nach seinem Eintritt in die PNȚCD begann er auch eine politische Laufbahn; er wurde am 21. Oktober 1992 erstmals Mitglied des Senats und gehörte diesem bis 2004 an. Außerdem war er unter anderem von September bis November 1996, zwischen Februar und Juni 1998 sowie im Februar 2004 Vizepräsident des Senats.
1994 nahm er den Ruf auf eine Professur an der Wirtschaftsakademie an.
Am 17. April 1998 wurde er Ministerpräsident Rumäniens und bekleidete dieses Amt bis zum 13. Dezember 1999. In diese Zeit (Januar und Februar 1999) fielen Protestaktionen von Bergleuten, die  sogenannten  „Mineriaden“. Seinem Kabinett gehörten 25 Minister an. Nach seinem Rücktritt wurde der bisherige Minister für Arbeit und sozialen Schutz Alexandru Athanasiu bis zum 16. Dezember Ministerpräsident einer Übergangsregierung, es folgte Mugur Isărescu (bis 2000).
Nachdem er im Dezember 1999 aus der PNȚCD ausgetreten war, gehörte er dem Senat zunächst als Parteiloser an, ehe er im Jahr 2000 Mitglied der Partidul Democrat (PD) wurde. Nach seinem Ausscheiden aus dem Senat nahm er seine Tätigkeit als Universitätsprofessor wieder auf und verfasste daneben Gedichte unter dem Pseudonym Radu Mischiu.